# Ajudante de Papai Noel
Ajudante de Papai Noel (Santa's Little Helper), também conhecido como Santa, é um personagem do desenho animado The Simpsons. É o cachorro da família Simpsons. O galgo aparece na série logo na estreia do desenho na TV: "O Prêmio de Natal" ("Simpsons Roasting on an Open Fire") exibido em 17 de dezembro de 1989.
Após Marge ter usado todas as economias da família para remover a tatuagem que Bart havia feito em homenagem à sua mãe, enquanto a bonificação de natal do Homer ter sido cancelada pelo Sr. Burns, o natal é quase arruinado. A salvação poderia vir do segundo emprego arranjado por Homer como Papai Noel em uma loja de departamentos.
Mas Homer acaba perdendo o pouco que ganhou em uma péssima aposta nas corridas de cachorros, sua última esperança. E para não chegar sem nada em casa, Bart convence o pai a levar o cão perdedor, então abandonado, que Homer havia apostado, para ser o cão da família.

## Papel emThe Simpsons
Ajudante de Papai Noel é um galgo que aparece na série de televisão animada Os Simpsons e é o cão de estimação da família Simpson. Pode muitas vezes ser visto no programa em aparições menores, embora tenha havido alguns episódios que o apresentam fortemente, incluindo o primeiro episódio de Os Simpsons. Nesse episódio, "Simpsons Roasting on an Open Fire" (primeira temporada, 1989), Homer descobre que não tem dinheiro para comprar presentes de Natal para a família. Desesperado por um milagre, ele e Bart vão para a pista de corrida de galgos na véspera de Natal na esperança de ganhar algum dinheiro. Embora Homer tenha informações privilegiadas sobre qual cão é o mais provável a ganhar, ele aposta em uma entrada de última hora, o Ajudante de Papai Noel (aqui apesar de ser marrom), acreditando que o nome de inspiração do cachorro é um sinal. No entanto, os acabamentos do galgo duram. Quando Homer e Bart deixam a pista, eles observam o dono do cachorro abandoná-lo por perder a corrida. Bart pede a Homer para manter o cão como animal de estimação e ele concorda depois de carinhosamente lambê-lo na bochecha. Quando Bart e Homer voltam para casa, o Pequeno Ajudante de Papai Noel é assumido pelo restante da família como presente de Natal.
Em vários episódios, o Ajudante de Papai Noel pode ser visto mastigando jornais e outros objetos na casa dos Simpsons, destruindo móveis e cavando buracos no quintal. Em "Bart's Dog Gets an F" (segunda temporada, 1991), ele consegue enfurecer toda a família, destruindo itens de valor em casa. Como resultado, Homer e Marge querem se livrar do cão, mas Bart e Lisa os convencem de que ele pode ser treinado em uma escola de obediência. Ajudante de Papai Noel não faz bem lá como Bart não está disposto a usar uma corrente de estrangulamento sugerida pelo instrutor. Na noite anterior ao exame final, Bart e o cão jogam, pensando que serão as últimas horas juntos. Essa ligação quebra a barreira da comunicação, permitindo que o cão entenda os comandos de Bart e, consequentemente, passe pela escola de obediência.
Ajudante de Papai Noel é pai de vários filhotes. Em "Two Dozen and One Greyhounds" (sexta temporada, 1995), ele foge para a pista de corrida de cães, onde se acasala com uma cadela chamada She's the Fastest. Mais tarde, ela dá à luz 25 filhotes e quando os Simpsons não conseguem mais cuidar deles, eles decidem vendê-los; no entanto, o Sr. Burns rouba os filhotes e decide fazer um smoking deles. Antes de fazer isso, porém, ele se emociona com eles. Isso o convence a nunca mais usar peles e ao invés disso, cria os filhotes para serem cães de corrida de classe mundial. Esses filhotes são entregues às pessoas da cidade.
O cão foi negligenciado ou tratado desfavoravelmente pela família em alguns episódios. Em "Dog of Death" (terceira temporada, 1992), ele quase morre de inchaço e eles decidem fazer cortes no orçamento, a fim de pagar a operação necessária. Embora a vida do cão seja salva, a família começa a sentir a tensão de seus sacrifícios e começa a tratá-lo mal, fazendo-o fugir. Ele acaba na posse do Sr. Burns, que o treina para se tornar um cão de ataque vicioso. Vários dias depois, Bart se depara com o Ajudante de Papai Noel treinado e é atacado, mas o galgo finalmente reconhece seu velho amigo e para. Em "The Mutiny Canine" (oitava temporada, 1997), foi comprado collie duro bem treinado chamado Laddie de um catálogo por correspondência. Laddie aprende muitos truques que o Ajudante de Papai Noel é completamente incapaz de realizar, e a família Simpson quase se esquece do seu antigo animal de estimação. Bart eventualmente entrega o Ajudante de Papai Noel em vez de Laddie quando os representantes aceitam tudo o que ele fraudulentamente comprou. Sentindo-se culpado por essa deslealdade e entediado com seu novo cão perfeito demais, Bart tenta recuperá-lo. Quando ele finalmente o encontra, o Ajudante de Papai Noel está servindo como um cão-guia para um cego, mas eventualmente decide voltar para a família.
Em "Stop or My Dog Will Shoot" (temporada 18, 2007), o Ajudante de Papai Noel se torna um herói local depois de encontrar um Homer perdido, e os Simpsons decidem matriculá-lo na Academia de Polícia Animal. No entanto, seu novo trabalho de combate ao crime o deixa cansado e um dia em casa ele morde Bart. Os Simpsons devem, portanto, mandar o cachorro embora para morar com o oficial Lou. No entanto, ele consegue retornar depois de salvar Bart de uma nuvem de fumaça tóxica na escola e depois deixar a força policial. Em "How Munched is That Birdie in the Window?" (temporada 22, 2010), depois que o Ajudante de Papai Noel devora um pombo com uma perna quebrada que Bart estava amamentando, Bart fica bravo com o cachorro e é incapaz de perdoá-lo. Os Simpsons o entregam a uma fazenda de avestruzes. Bart se despede dele e explica que ele nunca deve devorar um pássaro, então Bart começa uma briga com um avestruz furioso, depois de lembrar que lhe disseram que é errado matar pássaros, deixa de ajudar Bart na briga, confuso com sua própria lealdade (pelo amor de Bart ou suas ordens), deixando Bart estrangular o avestruz à morte. Bart então percebe que ele não poderia ajudar a matar o pombo e pede desculpas. depois, a família volta para casa com o cão.
O cão uma vez substituiu Duffman como o mascote da cerveja Duff no episódio "Old Yeller Belly" (temporada 14, 2003), depois que ele foi visto bebendo de uma lata de cerveja equilibrando-a no nariz. Ele se torna conhecido como Suds McDuff e aumenta as vendas de Duff Beer, fazendo a fortuna da família explodir. No entanto, isso faz com que seu dono original e treinador de corrida visite os Simpsons e prove que é o dono do cachorro. A família depois descobre que, se conseguirem que Duffman substitua os Suds pelo mascote Duff, eles podem recuperar o cachorro. Eles planejam transformar Duffman em um herói em um evento de vôlei de praia patrocinado pela Duff Beer; no entanto, seu plano falha e um tubarão bêbado que é descoberto no evento se torna o novo mascote. O Ajudante de Papai Noel alegremente retorna à família Simpson.